# Штольц, Владимир Иванович
Владимир Иванович Штольц (1837—1899) — русский врач-акушер, доктор медицины.

## Биография
Родился 3 (15) июня 1837 года в купеческой семье. 
В 1853 году окончил Курскую мужскую гимназию, в 1858 году, со степенью лекаря и званием уездного врача — медицинский факультет Харьковского университета. Во время обучения за сочинение «Рассуждение о дискрозах и скорбуте в особенности» был удостоен золотой медали.
Был назначен с 3 сентября 1858 года семипалатинским городовым врачом, но уже 27 сентября переведён в Новохопёрск Воронежской губернии. С 1860 года работал в Москве — в клинике акушерства и гинекологии Московского университета, под руководством профессора В. И. Коха; 19 декабря 1861 года получил звание акушера и оператора врачебной управы.
В следующем году, 15 марта, был назначен помощником инспектора Енисейской врачебной управы в Красноярске, где, одновременно, с 9 декабря 1864 года до 23 мая 1866 года работал акушером. Выйдя в отставку по болезни, переехал в Санкт-Петербург, где с 9 июля по 22 сентября 1866 года выполнял обязанности участкового врача в Адмиралтейской части; 4 ноября 1866 года был назначен младшим городовым акушером Петербургской части. С 1 июля 1868 года был участковым врачом Врачебно-полицейского комитета, а с 22 августа 1869 года — акушером 1-го отделения Врачебного управления Санкт-Петербурга. Приказом Ф. Ф. Трепова от 13 мая 1871 года № 114 В. И. Штольц, с оставлением в занимаемой должности, был назначен управляющим Нарышкинским родильным приютом при Нарвской части, которым заведовал до 1888 года. Одновременно, с 12 апреля 1872 года по 25 декабря 1874 года он состоял сверхштатным ординатором при родильном госпитале Повивального института. Опыт работы в родильных учреждениях послужил материалом его диссертации; в 1868 году он получил свидетельство об успешной сдаче экзаменов на степень доктора медицины.
Штольцу приходилось постоянно проводить судебно-гинекологические и судебно-акушерские освидетельствования, участвовать в судебно-медицинских исследованиях трупов новорожденных и с 1 сентября 1878 года Высочайшим приказом о гражданских чинах по военному ведомству от 24 сентября 1878 года № 41 В. И. Штольц был назначен штатным преподавателем Военно-юридической академии с оставлением в занимаемой должности городового акушера. Кроме судебной медицины он читал анатомию, физиологию, антропологию и психиатрию в необходимом для будущих юристов объёме. В 1885 году на основе своих лекций он напечатал в петербургской типографии И. С. Леви «Руководство к изучению судебной медицины для юристов» (в 1890 году — 2-е издание).
В 1884 году в качестве эксперта-гинеколога В. И. Штольц принял участие в деле об убийстве девочки Сарры Беккер.
Был произведён в действительные статские советники 30 августа 1882 года, в тайные советники (с отставкой) — 13 февраля 1894 года; с 15 февраля до своей смерти состоял нештатным преподавателем юридической академии.
Скоропостижно скончался от кровоизлияния в мозг 11 (23) июня 1899 года у себя дома. Был похоронен на Волковом православном кладбище.
Был награждён орденами Св. Станислава 2-й степени, Св. Анны 2-й степени, Святого Владимира 3-й степени. 
Стал одним из основателей Санкт-Петербургского медицинского общества (1872), избирался его председателем, выступал с докладами, в том числе по вопросам судебной медицины. Был членом-учредителем Санкт-Петербургского врачебного общества взаимной помощи, избирался его почётным председателем.
Редактировал Еженедельник журнала «Практическая медицина», а незадолго до своей смерти — и сам журнал.